# Касас-де-Рейна
Касас-де-Рейна (ісп. Casas de Reina) — муніципалітет в Іспанії, у складі автономної спільноти Естремадура, у провінції Бадахос. Населення — 208 осіб (2010).
Муніципалітет розташований на відстані близько 310 км на південний захід від Мадрида, 110 км на південний схід від Бадахоса.

## Демографія
Динаміка населення (INE ):